# Des nuits entières
Des nuits entières incluía las versiones en francés de las canciones "Amore nel 2000", y la canción con la que consiguieron el séptimo lugar en Eurovision 1976 "We'll Live It All Again". El resto del disco contiene las versiones en italiano de Atto I.

## Listado de temas
Cara A
1. "Des Nuits Entières"
2. "Un Uomo Diventato Amore"
3. "Sognando Copacabana"
4. "Come Ti Desidero"
5. "T’Aimer Encore Une Fois"
6. "Dialogo"

Cara B
1. "T'Aimer Encore Une Fois (Italian version)"
2. "Se Ti Raccontassi"
3. "Evasione O Realtà"
4. "Il Pianto Degli Ulivi"
5. "Mai Mai Mai"
6. "Paolino Maialino"